# Humberto Rosa
Humberto Rosa (Buenos Aires, 1932. április 8. – Padova, 2017. szeptember 8.) argentin-olasz labdarúgó, középpályás, edző.

## Pályafutása

### Játékosként
1950 és 1954 között a Rosario Central játékosa volt. 1954-től Olaszországban játszott. 1954 és 1956 között a Sampdoria, 1956 és 1961 között a Padova labdarúgója volt. Az 1961–62-es idényben a Juventus színeiben szerepelt. 1962. június 10-én Budapesten, június 17-én Torinóban játszott a Ferencváros elleni KK-mérkőzésen. A Népstadionbeli találkozón 1–0-s olasz győzelem, a visszavágón 1–1-es döntetlen született. Mindkét Juventus-gólt Rosa szerezte. 1962 és 1964 között a Napoli labdarúgója volt.

### Edzőként
1965 és 1983 között edzőként tevékenykedett 1965 és 1970 között a Padova edzője volt, ahol 1966 és 1969 között vezetőedzőként tevékenykedett és olasz kupa döntőig vezette a csapatát 1967-ben. 1974 és 1976 között az Udinese szakmai munkáját irányította.

## Sikerei, díjai

### Játékosként
Rosaria Central
- Argentin bajnokság – másodosztály (Primera B)
  - bajnok: 1951

### Edzőként
Padova
- Olasz kupa (Coppa Italia)
  - döntős: 1967